# Calixtlahuaca

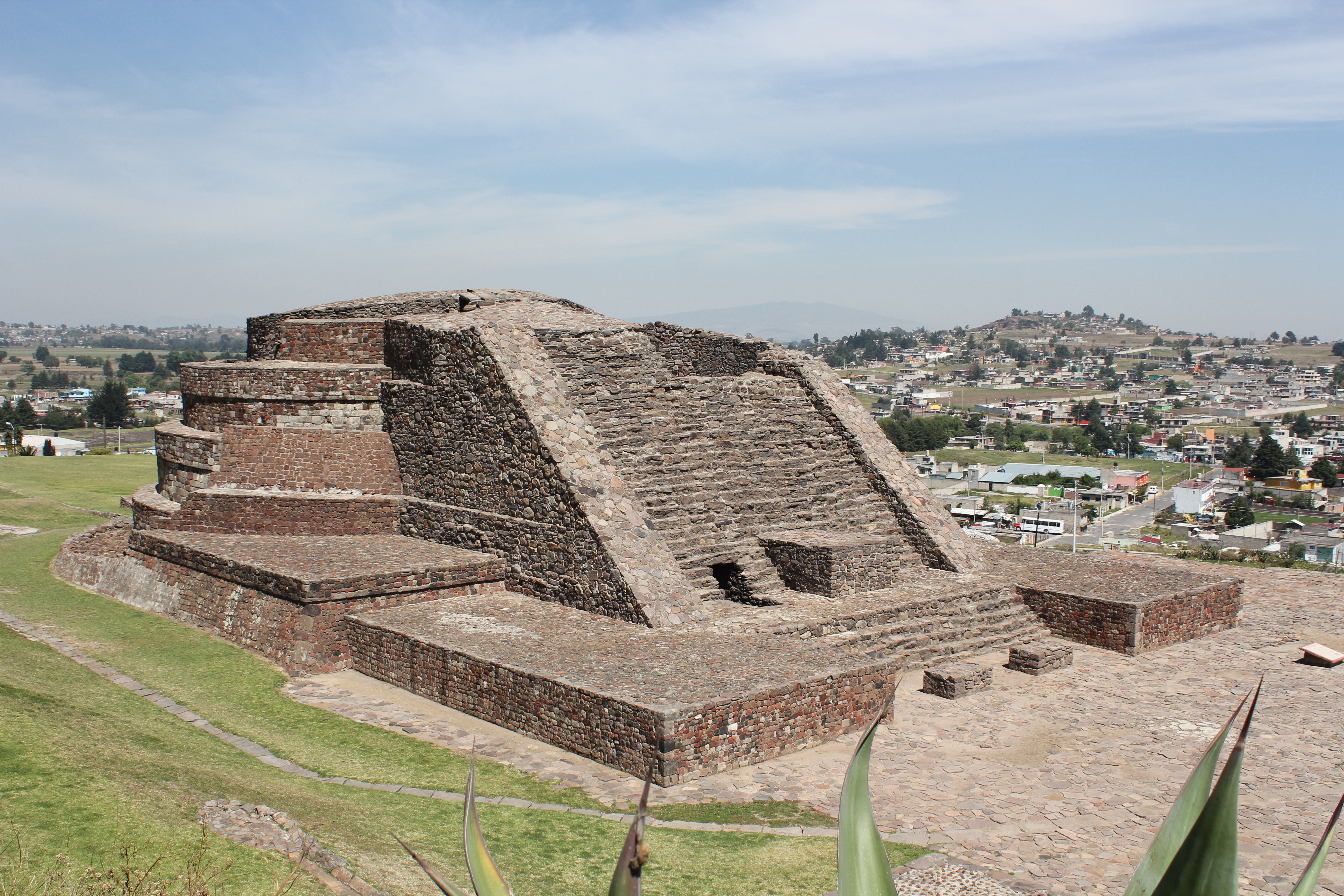
Rundpyramide

Calixtlahuaca ist eine Ruinenstätte aus dem Klassikum und Postklassikum im Tal von Toluca, rund 7 km nordwestlich von Toluca
im zentralmexikanischen Bundesstaat México.
In den 1930er Jahren wurden unter Leitung von José García Payón Ausgrabungen an verschiedenen Plätzen durchgeführt. Seit 2002 findet ein Forschungsvorhaben unter Leitung von Michael E. Smith statt, das eine Gesamtaufnahme der Siedlung zum Ziel hat sowie punktuelle Ausgrabungen in Wohnquartieren, um die soziale und wirtschaftliche Struktur kennenzulernen.

## Rundpyramide

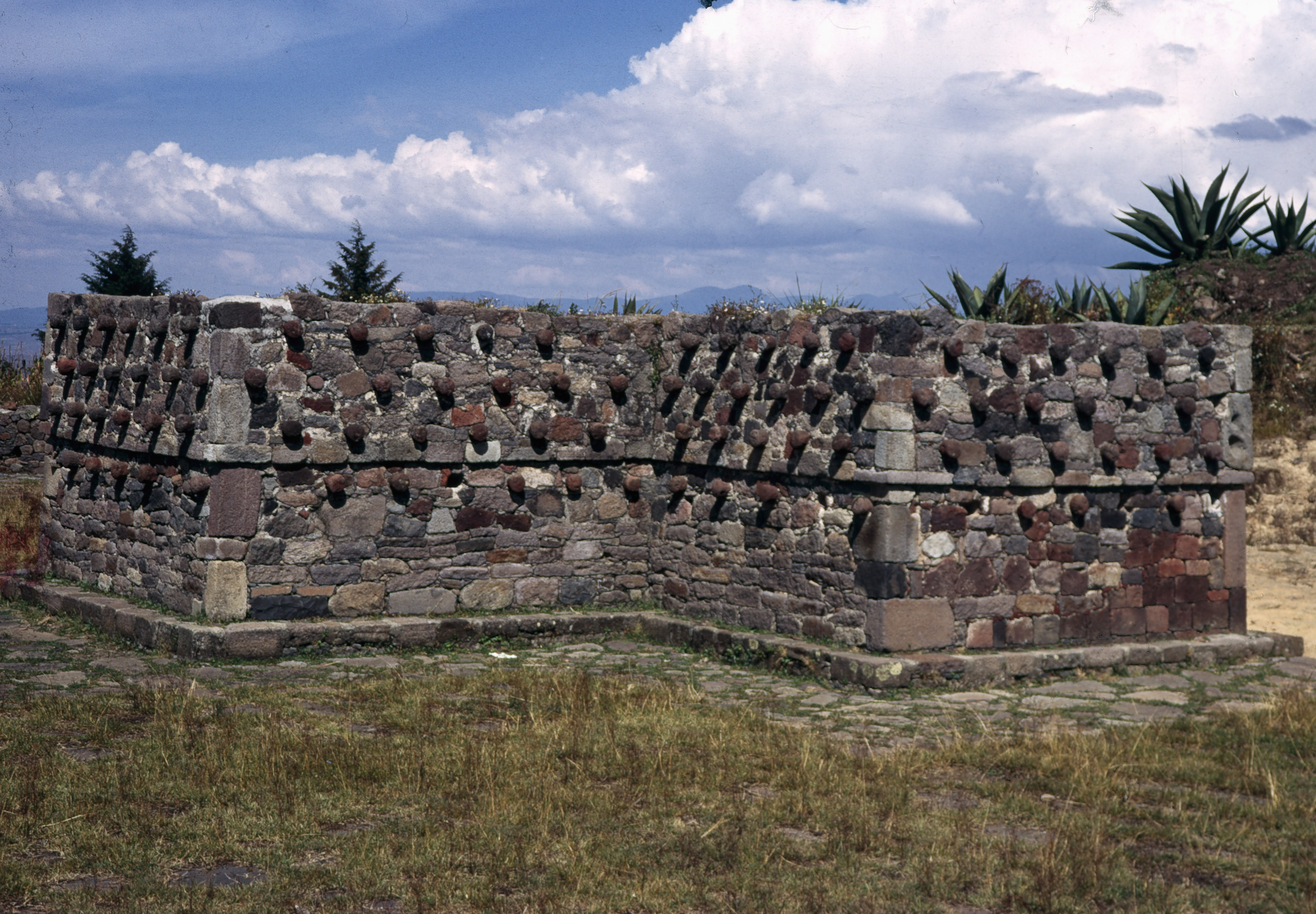
Tzompantli

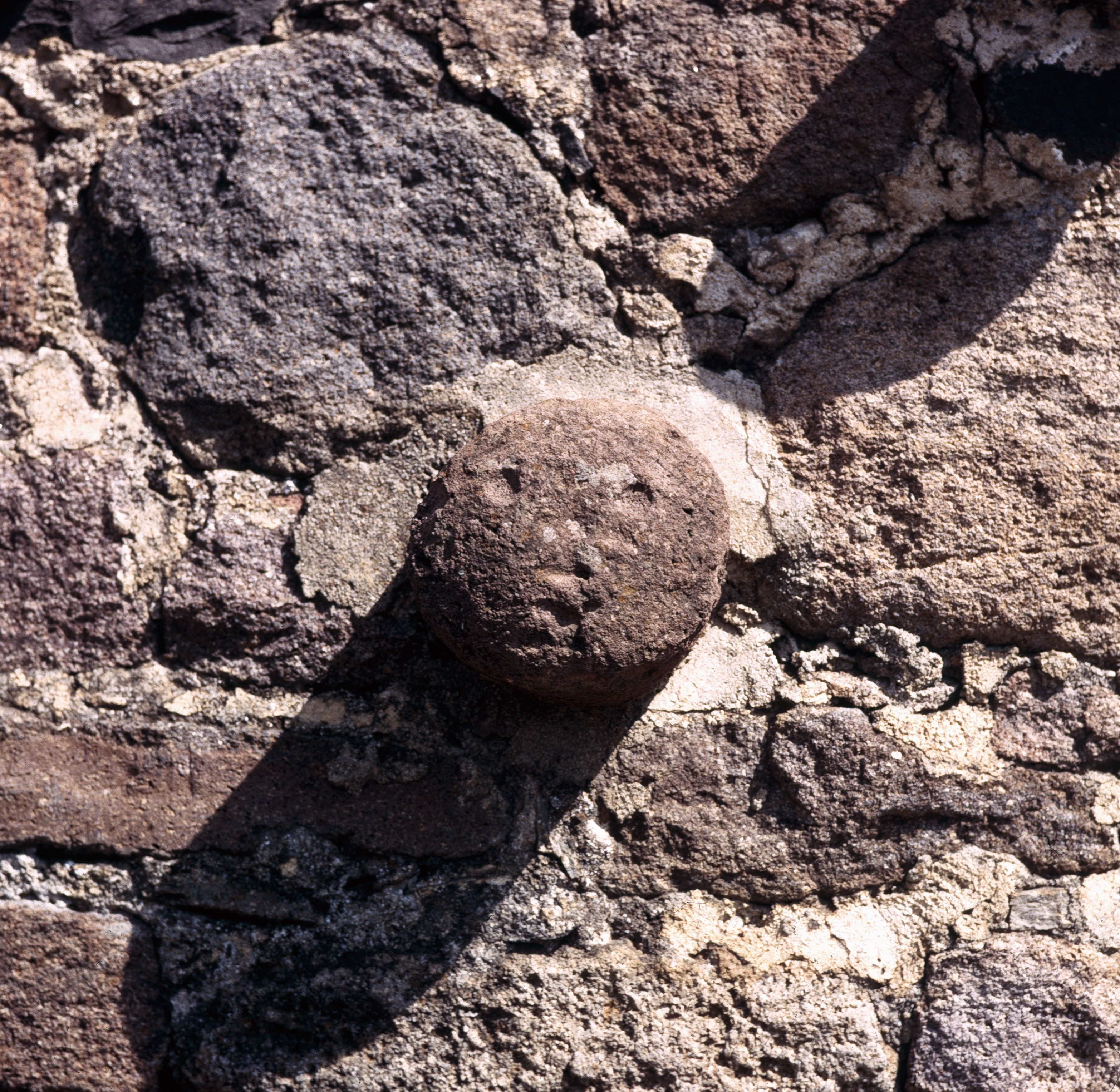
Einer der Köpfe des Tzompantli

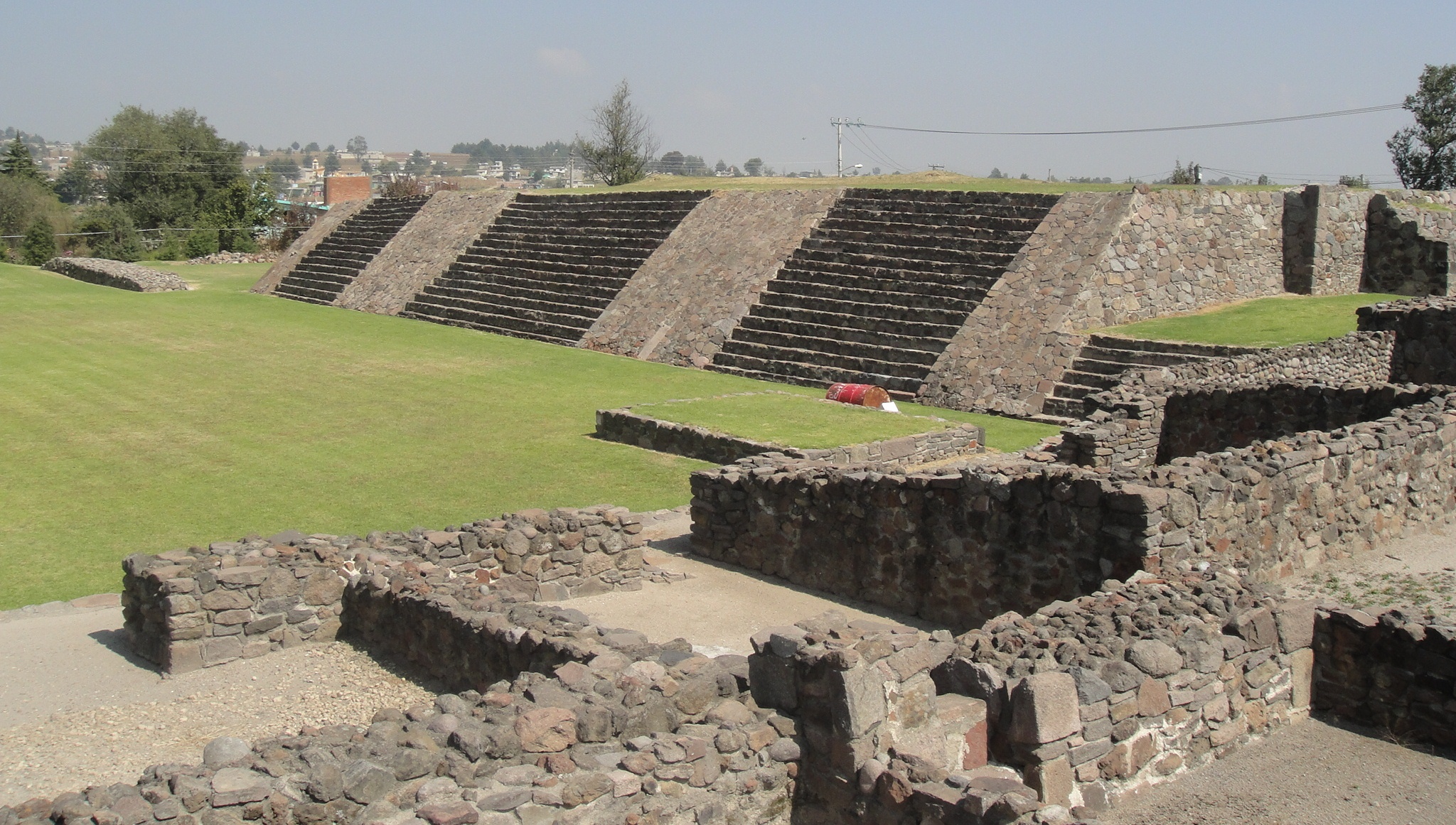
Calmecac

Bekanntestes Bauwerk ist eine am unteren Abhang des Berges Tenisme am südlichen Ortsrand des modernen Ortes Calixtlahuaca gelegene, runde Pyramide. Pyramiden derartiger Form werden üblicherweise mit dem Windgott Ehecatl in Verbindung gebracht. Tatsächlich wurde auch eine vollplastische Statue dieser Gottheit bei den Ausgrabungen gefunden. Die Pyramide ist das Ergebnis mehrfacher Überbauungen. Die innerste Bauphase ist durch Tunnel aufgeschlossen worden, die zweite Bauphase liegt im hinteren Teil der Pyramide frei. Alle Bauphasen waren gestuft. Zur Spitze der Pyramide führt eine breite Treppe mit breiten Treppenwangen hinauf. Die Koordinaten beziehen sich auf die Pyramide.

## Tzompantli
Etwas höher am Berg gelegen ist eine rechteckige Pyramide und ein kleines Bauwerk in eigenartiger Form. Da aus seiner Wand runde Steine mit Gesichtern herausragen, nimmt man an, dass es sich um ein Tzompantli handelt, den Unterbau eines hölzernen Gerüstes, auf dem die Schädel Geopferter befestigt wurden.

## Calmecac
Als Calmecac, also Haus für die Ausbildung von Heranwachsenden besonders der Oberschicht, wurde von García Payón ein großer Komplex in der Talebene bezeichnet, der aus einem Pyramidensockel mit rechteckigem Grundriss und Wohngebäuden um einen länglichen Hof besteht. Die Funktion dieses Komplexes ist jedoch nicht nachgewiesen.

## Weitere Ruinengruppen
Auf dem Abhang des Berges und auf seiner Spitze befinden sich weitere, meist nicht ausgegrabene Baukomplexe. Der Fundort verfügt über ein kleines Museum.